# Gabriele Pin
Gabriele Pin (ur. 21 stycznia 1962 w Vittorio Veneto) – włoski trener piłkarski, piłkarz grający na pozycji pomocnika.

## Kariera piłkarska
Zawodową karierę rozpoczynał w Juventusie. 11 maja 1980 roku zadebiutował w Serie A, w wygranym 3-0 spotkaniu z Fiorentiną. W kolejnych latach był wypożyczany do Sanremese i Forlì, następnie zaś podpisał umowę z Parmą. W latach 1985–1986 ponownie był graczem Starej Damy – zdobył z nią Puchar Interkontynentalny i mistrzostwo Włoch. Turyn opuścił na rzecz rzymskiego S.S. Lazio, z którym w sezonie 1987/88 wywalczył awans do pierwszej ligi. W stolicy Włoch spędził sześć sezonów. Ostatnie lata gry w piłkę nożną spędził w Parmie (1992–1996; za kadencji Nevia Scali Gialloblù triumfowali w Pucharze Zdobywców Pucharów 1992/93, Superpucharze Europy w 1993 roku oraz Pucharze UEFA 1994/95) oraz Piacenzy (1996–1997).
Rozegrał 262 spotkania i zdobył 14 bramek w rodzimej ekstraklasie.

## Kariera trenerska
W 1999 roku został trenerem rezerwowego zespołu Parmy, a w latach 2001–2004 był asystentem Arriga Sacchiego, Renza Ulivieriego, Daniela Passarelli, Pietra Carmignaniego i Cesarego Prandellego w pierwszym zespole. W kolejnych sezonach pełnił rolę najbliższego współpracownika ostatniego z wymienionych trenerów we Fiorentinie (2005–2010), reprezentacji Włoch (2010–2014) oraz tureckim Galatasaray SK (2014).